# Весёлый Кут (Бородинский сельсовет)
Весёлый Кут — упразднённый посёлок, существовавший на территории Дмитровского района Орловской области до 1969 года. Входил в состав Бородинского сельсовета.

## География
Располагался в 17 км к северу от Дмитровска и в 2 км от границы с Брянской областью.

## История
В 1926 году в посёлке было 20 дворов, проживало 143 человека (63 мужского пола и 80 женского). В то время Весёлый Кут входил в состав Бородинского сельсовета Волконской волости Дмитровского уезда Орловской губернии. С 1928 года в составе Дмитровского района. В 1937 году в посёлке было 7 дворов. Во время Великой Отечественной войны, с октября 1941 года по август 1943 года, находился в зоне немецко-фашистской оккупации (территория Локотского самоуправления). Упразднён 17 января 1969 года.

## Население
| Годы      | 1926 |
| --------- | ---- |
| Население | 143  |